# Fußballfieber – Elfmeter für Daddy
Fußballfieber – Elfmeter für Daddy (Originaltitel Kicking & Screaming) ist eine US-amerikanische Filmkomödie des Regisseurs Jesse Dylan, mit Will Ferrell und Robert Duvall in den Hauptrollen. Der Film feierte am 1. Mai 2005 in den USA Premiere und erschien in Deutschland direkt auf DVD.

## Handlung
Phil Weston ist ein durchschnittlicher Fußballspieler, der unter der Erziehung seines Vaters und dem erfolgreichen Jugendtrainer Buck Weston gelitten hat.
Später, im mittleren Alter ist Phil Unternehmer, verheiratet und Vater von Sam. Sein Vater Buck ist mittlerweile Besitzer einer lokalen Sporthauskette und Trainer der erfolgreichsten Jugendfußballmannschaft Gladiators. In diesem Team spielen Sam und sein Onkel Bucky in einem Team, doch Sam wird von seinem Großvater nur als Bankwärmer gesehen. Dies führt zur Frustration von Phil, da er dieselbe Position von seinem Vater erhielt. Daraufhin lässt Buck seinen Enkel zu den Tigers wechseln, dem schlechtesten Team des Bezirks. Als der Trainer das Team der Tigers verlässt, übernimmt Phil den Part des Trainers. Der Erfolg bleibt weiter aus und Phil engagiert den erfahrenen NFL-Coach und Erzfeind seines Vaters Mike Ditka, woraufhin die Siegesserie beginnt, da Ditka zwei talentierte Jungs finden kann.
Mit der Siegesserie und dem Genuss von Kaffee verändert sich Phil immer mehr vom sanftmütigen Vater zum verrückten Trainer, wie er einst seinen Vater gesehen hat und war. Während der Siegesserie wettet Phil mit Buck, dass die Tigers das Finale gewinnen werden. Phil würde bei einer Niederlage seinen Laden verkaufen und in Bucks Läden arbeiten. Buck soll den wertvollen „Pele Ball“, den Phil als kleiner Junge gefangen hatte, der aber von seinem Vater entwendet wurde, setzen.
Die Tigers erreichen das Finale und spielen gegen die Gladiators. Zur Halbzeit führt das Team von Buck. Phil führt ein Gespräch mit seinem Sohn und entschuldigt sich dabei für seine Fehler und das Verhalten, weil er erkannt hat, wie sich sein Sohn fühlt und er sich an seine Kindheit als Bankdrücker erinnerte. Daraufhin erhält der Torwart der Tigers eine Brille und kann die Bälle abwehren. Das Team der Gladiators konzentriert sich weiterhin auf die beiden talentierten Jungs und beachten die anderen Spieler dabei nicht. Das Spiel konnte bis zum 3:3 ausgeglichen werden, ehe Sam kurz vor dem Abpfiff den Siegtreffer gegenüber Buckys Team erzielt.
Nach dem Sieg will Buck seine Wettschulden begleichen, doch Phil lehnt ab und schlägt seinem Vater vor, sich zu versöhnen. Daraufhin verschmelzen ihre Unternehmen zusammen und die beiden gleichaltrigen Kinder verstehen sich wie ihre Väter immer besser.

## Kritik
Fußballfieber erhielt ein eher schlechtes Presseecho, was sich auch in den Auswertungen US-amerikanischer Aggregatoren widerspiegelt. So erfasst Rotten Tomatoes mehrheitlic kritische Besprechungen und ordnet den Film dementsprechend als „Gammelig“ ein. Laut Metacritic fallen die Bewertungen im Mittel „Durchwachsen oder Durchschnittlich“ aus.
Das Lexikon des internationalen Films sah eine „enttäuschende Sport- und Familienkomödie als Vehikel des Saturday Night Life-Stars Will Ferrell, die ihr Thema zu unentschlossen angeht und kaum weiß, ob sie den komödiantischen oder den dramatischen Aspekt der Geschichte in den Vordergrund stellen soll.“
Jeremy Wheeler vermutet, dass Kinder die „alberne Slapstickkomödie“ mögen könnten, empfiehlt aber den Eltern, „dieses enervierende und langweilige Foul von einem Film zu vermeiden.“

## Entstehung und Veröffentlichung
Universal Pictures besitzt die Rechte an dem Film und arbeitete zusammen mit der Produktionsfirma Mosaic Media Group an der Fertigstellung des Films. Der Film hatte ein Budget von geschätzten 45 Millionen US-Dollar, am Startwochenende erzielte Fußballfieber – Elfmeter für Daddy ein Einspielergebnis von über 20 Mio. US-Dollar und bis zum 31. Juli 2005 ein Gesamteinspielergebnis (in den USA) über 52 Mio. US-Dollar.
Die Dreharbeiten fanden in Kalifornien statt und begannen am 3. Februar 2004, dabei dienten die Orte Arcadia, Los Angeles, Sierra Madre und South Pasadena als Schauplätze, für weitere Außen- und Innenaufnahmen wurde das Universal Studio 100 und dessen Backlot genutzt. Die Filmkomödie wurde unter den Arbeitstiteln Soccer Dads und Untitled Will Ferrell Soccer Comedy abgedreht.
Der Film feierte am 1. Mai 2005 in Kalifornien Filmpremiere und lief ab dem 13. Mai in den US-amerikanischen Kinos an. In Großbritannien erschien Fußballfieber am 22. Juli, sieben Tage später in Island und Singapur. In Australien erschien die Komödie am 11. August 2005 und am 9. September in Mexiko. In Kuwait erschien der Film am 7. Juni 2006 in den Kinos. Anschließend hatte der Film in Argentinien am 5. Oktober 2005 und in Ungarn am 8. November Videopremiere. Danach folgten die DVD-Premieren am 10. November 2005 in Deutschland, 20. November in Italien, 22. November in den Niederlanden und am 25. November in Japan.